# Ellinor von Puttkamer
Ellinor von Puttkamer (ur. 18 lipca 1910 w Versin, zm. 13 listopada 1999 w Bonn) – niemiecka historyk.
Potomkini Puttkamerów, jednego z najstarszych rodów pomorskich, prawdopodobnie o słowiańskich korzeniach. Z wykształcenia była historykiem i prawnikiem. Była też pierwszą w historii kobietą-ambasadorem RFN. Na emeryturze poświęciła się całkowicie historii rodów rycerskich Pomorza słupskiego i sławieńskiego.

## Wybrane publikacje
- Frankreich, Rußland und der polnische Thron 1733. Ein Beitrag zur Geschichte der französischen Ostpolitik, Ost-Europa-Verlag, Königsberg-Berlin 1937.
- Die polnische Nationaldemokratie, Burgverlag, Krakau 1944.
- Föderative Elemente im deutschen Staatsrecht seit 1648, Musterschmidt, Göttingen-Berlin-Frankfurt am Main 1955.
- Die Bundesrepublik Deutschland und die Vereinten Nationen, Oldenbourg Verlag, München 1966. (razem z Heinzem Dröge i Fritzem Münchem)
- Geschichte des Geschlechts von Puttkamer, Deutsches Familienarchiv Band 83-85, Degener, Neustadt an der Aisch 1984, ISBN 3-7686-5064-2.